# 今井梦露
今井梦露（日语：／ Imai Melo，1987年10月26日—）原名成田梦露（日语：／ Narita Mero），是一名日本女子单板滑雪运动员。她的父亲是单板滑雪教练成田隆史，哥哥成田童夢和弟弟成田緑夢也都是单板滑雪运动员，其中前者曾和梦露一同参加2006年都灵冬奥，后者则曾在2018年冬季残奥上摘金。今井梦露在2006年都灵冬奥的女子半管项目上发挥失常，她两次试跳均摔倒，结果无缘决赛，比赛后她受到了国内舆论的指责，而之后遭遇的接连打击最终令她放弃了这项运动。这之后，她尝试进入娱乐圈，2013年开始拍摄多部裸体写真集及DVD影片。之后与成人影片公司签约，并推出两部成人影片。2017年，她决定放弃色情行业，重新开始滑雪生涯。在该年3月13日进行的全日本单板滑雪锦标赛的女子半管项目中，她以90.75分的成绩成功夺冠，这之前她仅花4天时间进行训练。

## 外部連結
- 今井梦露在国际奥林匹克委员会的资料
- 今井メロオフィシャルブログ  mellow style （页面存档备份，存于）